# Mandiraja
Mandiraja je okres v Indonésii. Leží v provincii Střední Jáva v regentství Banjarnegara. V roce 2020 zde žilo 78 090 obyvatel, v roce 2024 podle odhadů pak 83 462. Šest kilometrů západně od okresu leží Letiště Generála Sudirmana. Přibližně 98 % obyvatel regionu tvoří Javánci, asi 1,5 % obyvatel pak Sundánci a zbylé půl procento Arabové. V okresu se nachází celkem šestnáct vesnic. 